# Kimchi och Kombucha
Kimchi och Kombucha: Den nya vetenskapen om hur tarmbakterierna stärker din hjärna är en fackbok skriven av Soki Choi, utgiven 2018, som handlar om tarmbakteriernas roll hos människan och även innehåller recept på kimchi. Boken var den 13:e mest sålda fackboken under 2018 men har kritiserats av sakkunniga för att, trots sin skenbara vetenskaplighet, innehålla faktafel och överdrifter.

## Kapitelöversikt
Boken består av fem kapitel och handlar om tarmbakteriernas roll hos människan samt tips och råd. Kapitel 1 handlar om de mikrobiotiska framstegen som vetenskapen har gjort under de senaste åren samt tarmbakteriernas uppkomst. Kapitel 2 diskuterar samspelet mellan tarmbakterier och den mänskliga hjärnan och om den senaste forskningen om "gut-brain-axis". Kapitel 3 handlar om tarmbakteriernas roll i psykisk ohälsa, bland annat om deras roll i Alzheimers sjukdom, Parkinsons sjukdom, ADHD, autism, ångest, depression och stress. Kapitel 4 handlar om matens roll för tarmbakterier. Kapitel 5 handlar om hälsofördelarna med kimchi och kombucha. Kimchi är en traditionell koreansk fermenterad rätt som ofta baseras på kinakål och kombucha en söt fermenterad samt bubblande svart eller grön tedryck. Sista kapitlet innehåller även recept.

## Kritik
Överläkaren Christian Rück och farmakologiprofessorn Göran Engberg kritiserade bokens påstående att rätt födointag kan bota eller lindra psykisk ohälsa. Agnes Wold, professor i klinisk bakteriologi, menade att Choi "uttalar sig utanför sitt kompetensområde" och att hon "blandar etablerade sanningar med obekräftbara uppgifter". Wold riktar särskilt kritik mot påståendet att gravida kvinnor kan få autistiska barn som följd av stress, diabetes eller fetma. Geriatrikprofessor Lars Lannfelt kritiserar bokens hänvisande till en liten och kortvarig studie som underbyggnad för påståendet att sjuka alzheimerpatienter blev bättre i sina symtom av att äta mjölksyrabakterier.
Boken har anklagats för att vara "vilseledande pseudovetenskap", "desinformation", "villfarelser kring psykisk ohälsa" och "antimedicinsk progaganda", vilket även föranledde bred kritik mot bland andra SVT som okritiskt vidarebefordrat Sokis påståenden.  Soki Choi och förlaget har i svar mot kritiken menat att boken återger tidig spjutspetsforskning.

## Utgåva
- Choi, Soki (2018). Kimchi och kombucha: den nya vetenskapen om hur tarmbakterierna stärker din hjärna : ny spännande forskning och fakta. [Stockholm]: Bonnier fakta. Libris 22413598. ISBN 9789174247725